# Agonoize
Agonoize es una banda alemana de música industrial formada por Mike Johnson (composición, programación, producción y masterización), Oliver Senger (composición y programación) y Chris L (letras y voces).

## Historia
Aunque al comenzar la banda sólo estaba compuesta por dos miembros, Johnson y Senger, pronto se dieron cuenta de que necesitaban un vocalista que mejorase su música. Fue entonces cuando llegó a la banda Chris L., convirtiéndose de esta forma en un trío. 
Su primer concierto se celebró el 11 de abril de 2004 en el Dark City Festival de Edimburgo acompañados de otras bandas como VNV Nation, Gothminister, NFD, y Seize. El siguiente concierto fue en Berlín como teloneros de SITD. 
Pronto entraron en las listas de música alternativas alemanas y llegaron al puesto siete, donde permanecieron durante ocho semanas. Los fans del grupo comenzaron a crecer rápidamente desde entonces. El disco de 2004 Assimilation: Chapter One se agotó por completo, por lo que en 2006 se reeditó con el nombre Assimilation: Chapter Two que incluía un CD adicional con doce canciones inéditas. Agonoize han lanzado desde entonces dos álbumes más, '999' en 2005 y 'Sieben' en 2007.

## Discografía
- Paranoid Destruction EP (BLC Productions, 2003)
- Assimilation: Chapter One CD (BLC Productions, 2004)
- Open The Gate To Paradise EP (BLC Productions, 2004)
- 999 2CD (Out of Line Music, 2005)
- Evil Gets an Upgrade EP (Out of Line Music, 2005)
- Assimilation: Chapter Two (Out of Line Music, 2006) - reedición de 'Assimilation' con un CD extra
- Ultraviolent Six EP (Out of Line Music, 2006)
- Sieben 2CD (Out Of Line Music, 2007) (una edición con 3 CD de este disco fue lanzado con el nombre 'Sieben (Maximum Permissible Dose)
- For The Sick And Disturbed EP (Out of Line Music, 2008)
- Bis Das Blut Gefriert EP (Out of Line Music, 2009)
- Hexakosioihexekontahexa (Out of Line Music, 2009)
- Wahre Liebe (2012)
- Apokalypse EP (2014)
- Apokalypse (2014)